# Commonitorium (Kirche)
Commonitorium („Merkbuch“, „Denkschrift“) war in der Alten Kirche die Bezeichnung für eine knappe antihäretische Darlegung strittiger Inhalte des kirchlichen Glaubens. 
Das berühmteste Werk der Gattung ist das Commonitorium des Vinzenz von Lérins aus dem 5. Jahrhundert, aber auch das etwa gleichzeitig verfasste  Commonitorium fidelium des hl. Orientius ist bekannt.